# Liste der deutschen Bundesländer nach Bevölkerungsentwicklung

Prozentuale Bevölkerungsentwicklung der deutschen Bundesländer zwischen 1990 und 2022

Die Liste der deutschen Bundesländer nach Bevölkerungsentwicklung listet die 16 Länder der Bundesrepublik Deutschland nach ihrer Bevölkerungsentwicklung seit dem Jahr 1960. Zahlen für die neuen Länder sind ab 1990 vorhanden. Alle Daten beruhen auf den offiziellen Bevölkerungsschätzungen des Statistischen Bundesamtes.
| Land / Jahr            | in Prozent | in Prozent | Einwohner  | Einwohner  | Einwohner  | Einwohner  | Einwohner  | Einwohner  | Einwohner  | Einwohner  |
| Land / Jahr            | 2023       | 1990       | 2023       | 2015       | 2010       | 2000       | 1990       | 1980       | 1970       | 1960       |
| ---------------------- | ---------- | ---------- | ---------- | ---------- | ---------- | ---------- | ---------- | ---------- | ---------- | ---------- |
| Nordrhein-Westfalen    | 21,59 % ▼  | 21,75 %    | 18.017.520 | 17.865.516 | 17.845.154 | 18.009.865 | 17.349.651 | 17.058.193 | 17.004.851 | 15.852.476 |
| Bayern                 | 15,79 % ▲  | 14,36 %    | 13.176.426 | 12.843.514 | 12.538.696 | 12.230.255 | 11.448.823 | 10.928.151 | 10.561.110 | 9.494.939  |
| Baden-Württemberg      | 13,46 % ▲  | 12,32 %    | 11.230.740 | 10.879.618 | 10.753.880 | 10.524.415 | 9.822.027  | 9.258.947  | 8.953.607  | 7.726.859  |
| Niedersachsen          | 9,60 % ▲   | 9,26 %     | 8.008.135  | 7.926.599  | 7.918.293  | 7.926.193  | 7.387.245  | 7.256.386  | 7.121.824  | 6.576.137  |
| Hessen                 | 7,58 % ▲   | 7,23 %     | 6.267.546  | 6.176.172  | 6.067.021  | 6.068.129  | 5.763.310  | 5.601.031  | 5.424.529  | 4.783.352  |
| Rheinland-Pfalz        | 4,94 % ▲   | 4,72 %     | 4.125.163  | 4.052.803  | 4.003.745  | 4.034.557  | 3.763.510  | 3.642.482  | 3.658.932  | 3.411.170  |
| Sachsen                | 4,86 % ▼   | 5,97 %     | 4.054.689  | 4.084.851  | 4.149.477  | 4.425.581  | 4.764.301  |            |            |            |
| Berlin                 | 4,39 % ▲   | 4,31 %     | 3.662.381  | 3.520.031  | 3.460.725  | 3.382.169  | 3.433.695  | 1.896.230  | 2.115.311  | 2.202.241  |
| Schleswig-Holstein     | 3,54 % ▲   | 3,29 %     | 2.953.202  | 2.858.714  | 2.834.259  | 2.789.761  | 2.626.127  | 2.611.285  | 2.510.608  | 2.309.409  |
| Brandenburg            | 3,06 % ▼   | 3,23 %     | 2.554.464  | 2.484.826  | 2.503.273  | 2.601.962  | 2.578.312  |            |            |            |
| Sachsen-Anhalt         | 2,57 % ▼   | 3,60 %     | 2.144.570  | 2.245.470  | 2.335.006  | 2.615.375  | 2.873.957  |            |            |            |
| Thüringen              | 2,53 % ▼   | 3,27 %     | 2.114.870  | 2.170.714  | 2.235.025  | 2.431.255  | 2.611.319  |            |            |            |
| Hamburg                | 2,22 % ▲   | 2,07 %     | 1.851.596  | 1.787.408  | 1.786.448  | 1.715.392  | 1.652.363  | 1.645.095  | 1.793.640  | 1.836.958  |
| Mecklenburg-Vorpommern | 1,89 % ▼   | 2,41 %     | 1.578.041  | 1.612.362  | 1.642.327  | 1.775.703  | 1.923.959  |            |            |            |
| Saarland               | 1,22 % ▼   | 1,35 %     | 1.014.047  | 995.597    | 1.017.567  | 1.068.703  | 1.072.963  | 1.066.299  | 1.121.300  | 1.060.493  |
| Bremen                 | 0,84 % ▼   | 0,85 %     | 702.655    | 671.489    | 660.706    | 660.225    | 681.665    | 693.846    | 735.452    | 704.287    |
| Deutschland            | 100 %      | 100 %      | 83.456.045 | 82.175.684 | 81.751.602 | 82.259.540 | 79.753.227 | 61.657.945 | 61.001.164 | 55.958.321 |